# Porte de Vanves
La porte de Vanves est une porte de Paris, en France, située dans le 14e arrondissement.

## Situation et accès
La porte de Vanves est une importante porte de Paris située à 300 m à l'ouest de la porte Didot et 250 m à l'est de la porte Brancion. Historiquement, elle se trouvait sur le boulevard Brune, au croisement avec la rue Vercingétorix, avant d'être déplacée lors de la construction du boulevard périphérique dans le prolongement de l’avenue de la Porte-de-Vanves à la bordure de Malakoff. Contrairement à ce qu'indique son nom, elle ne donne pas sur la ville de Vanves qui est desservie par la porte Brancion.

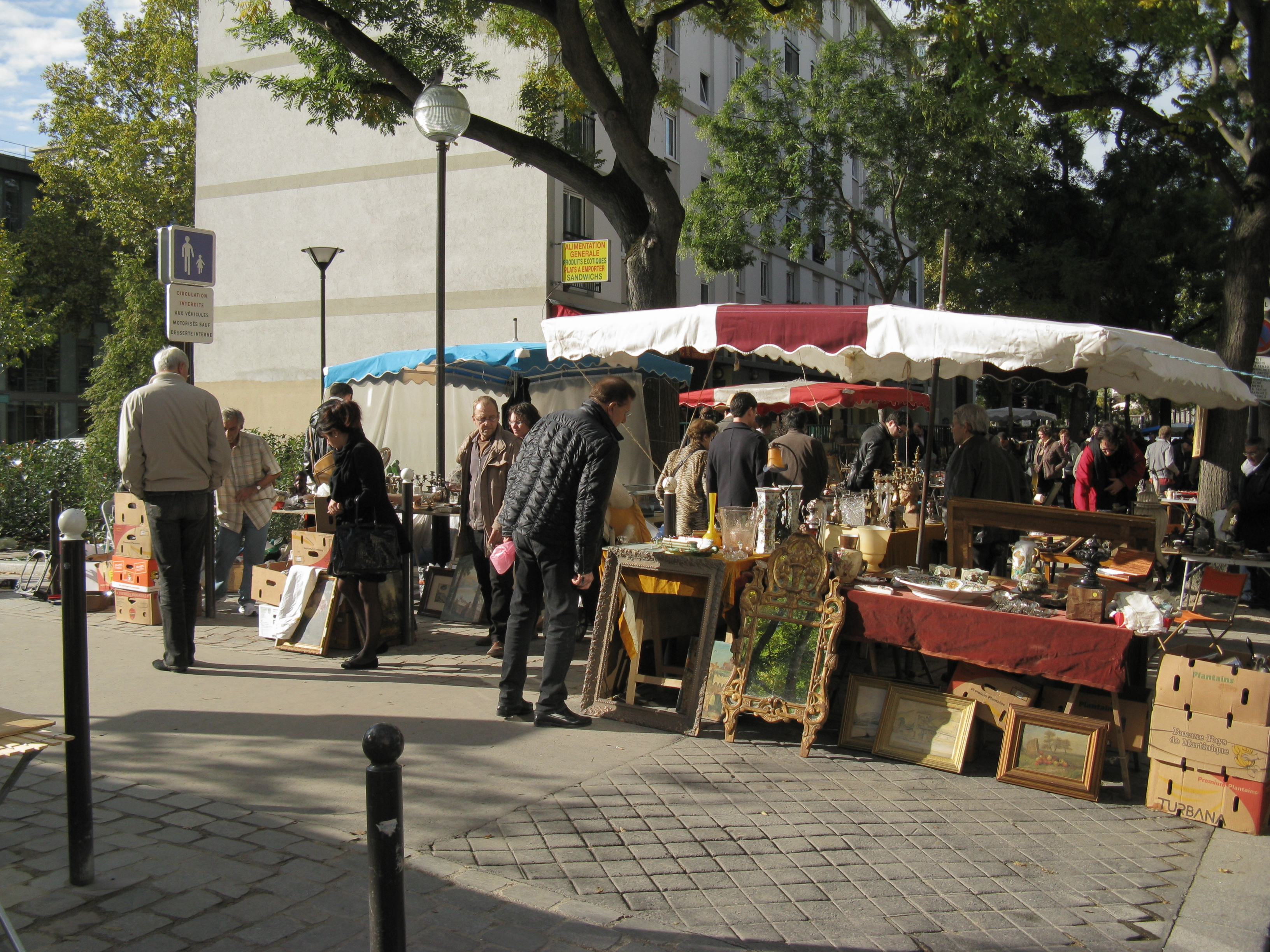
Marché à la porte de Vanves

Située à proximité de la cité scolaire François-Villon, la porte de Vanves est voisine de l'Institut de puériculture et de périnatalogie de Paris et de la faculté de droit de l'université de Paris, communément appelée « Faculté de droit de Malakoff ». Tout près, sur les avenues Georges-Lafenestre et Marc-Sangnier, se tient les samedis et dimanches matin le marché aux puces de la porte de Vanves.
La porte de Vanves offre un accès aux voies du boulevard périphérique. Elle est desservie par la ligne 13 du métro et par la ligne de tramway T3a.

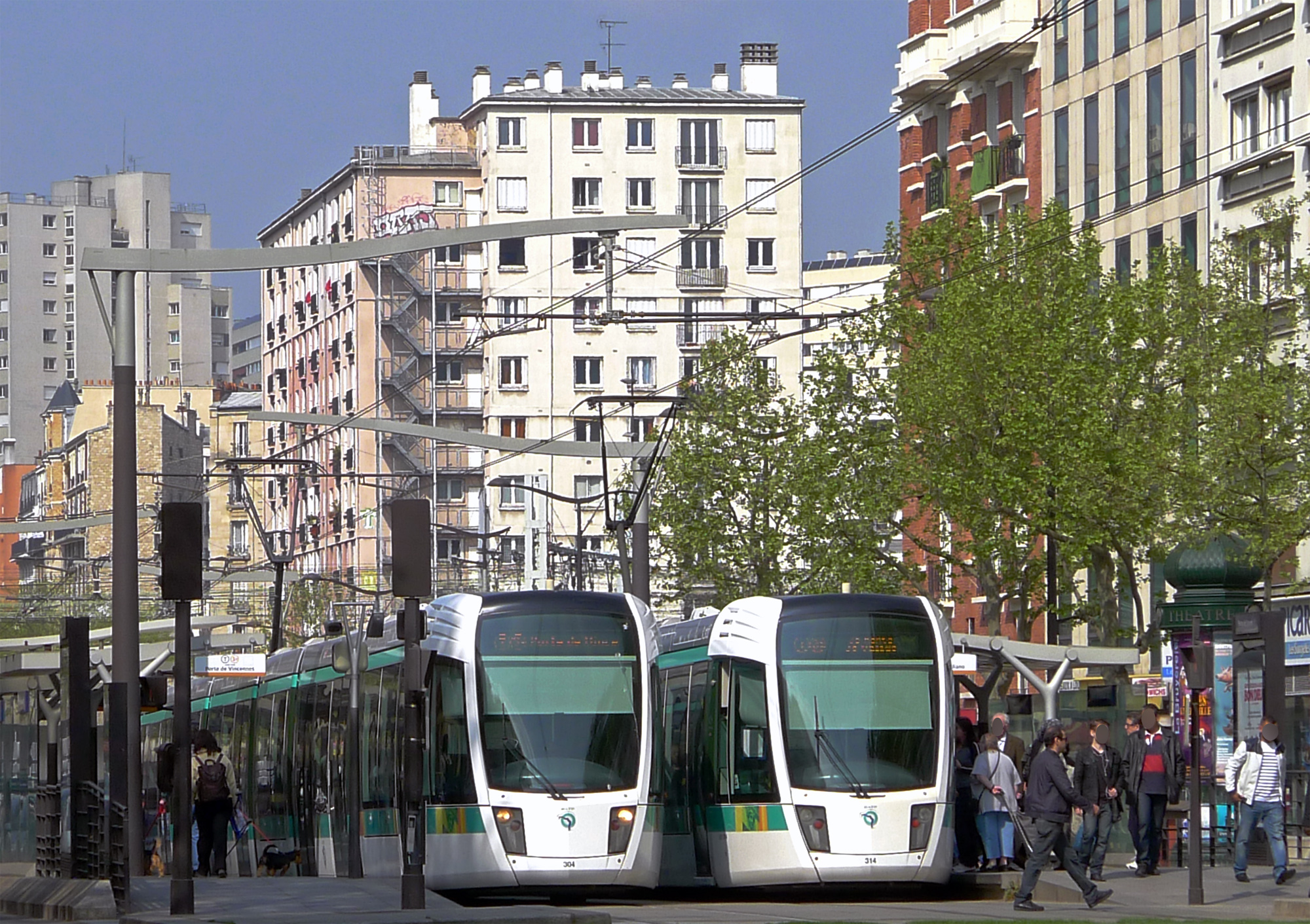
Deux tramways à la station Porte de Vanves de la ligne T3a.
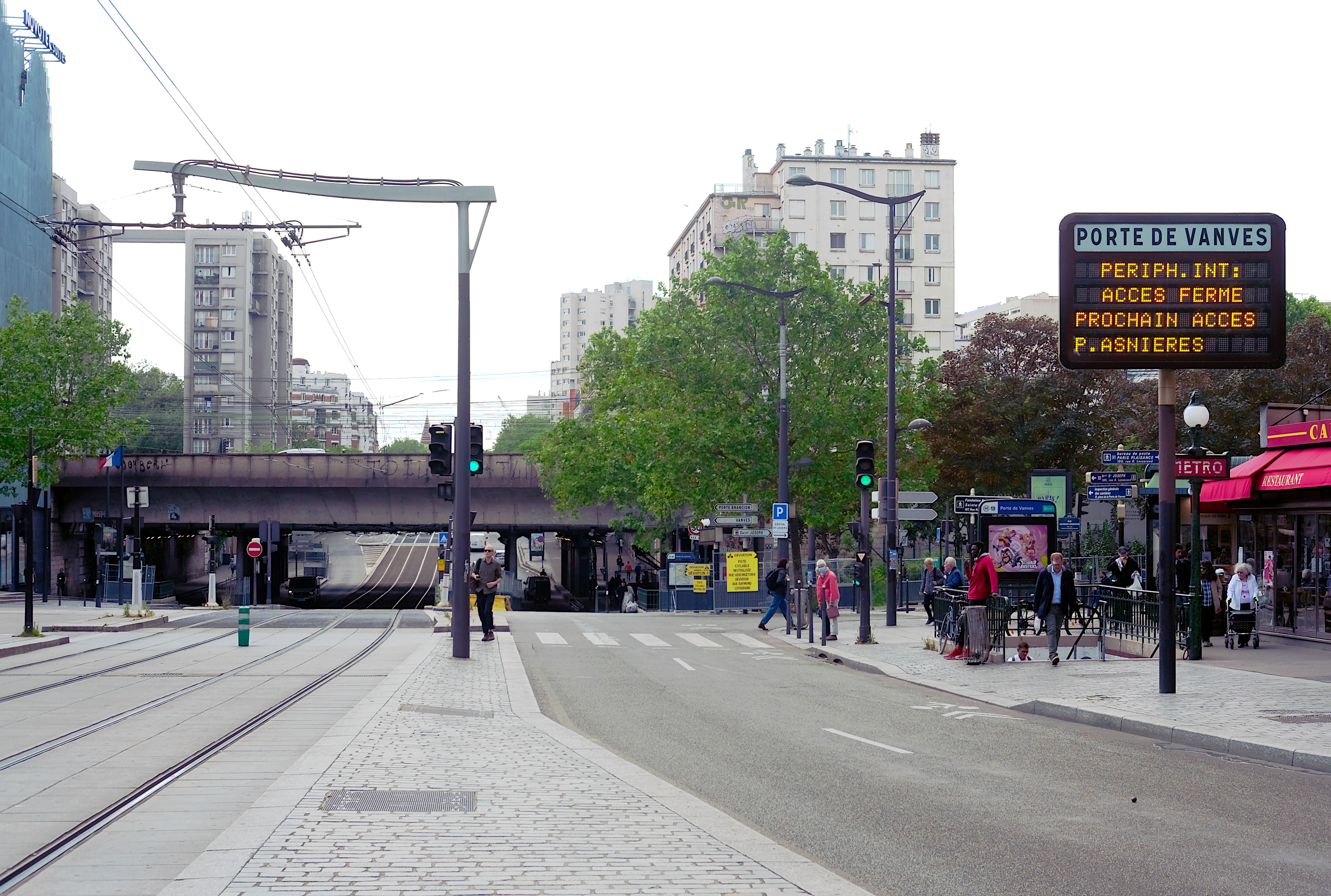
La porte de Vanves vue depuis le boulevard Brune ; en arrière-plan, le pont ferroviaire d'accès à la gare Montparnasse.
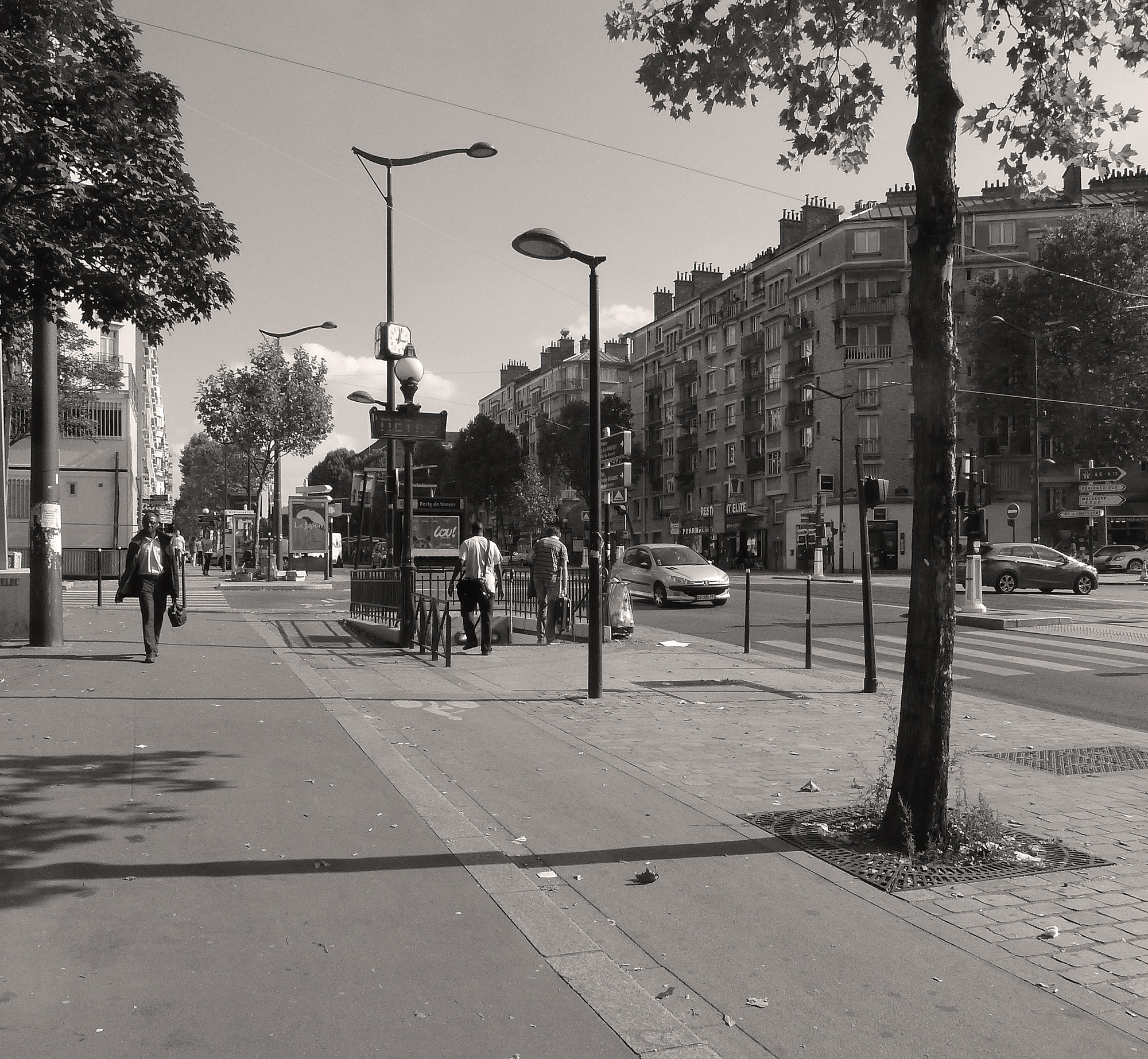
Une entrée du métro de la porte de Vanves.

## Historique

Illustrations à différentes époques
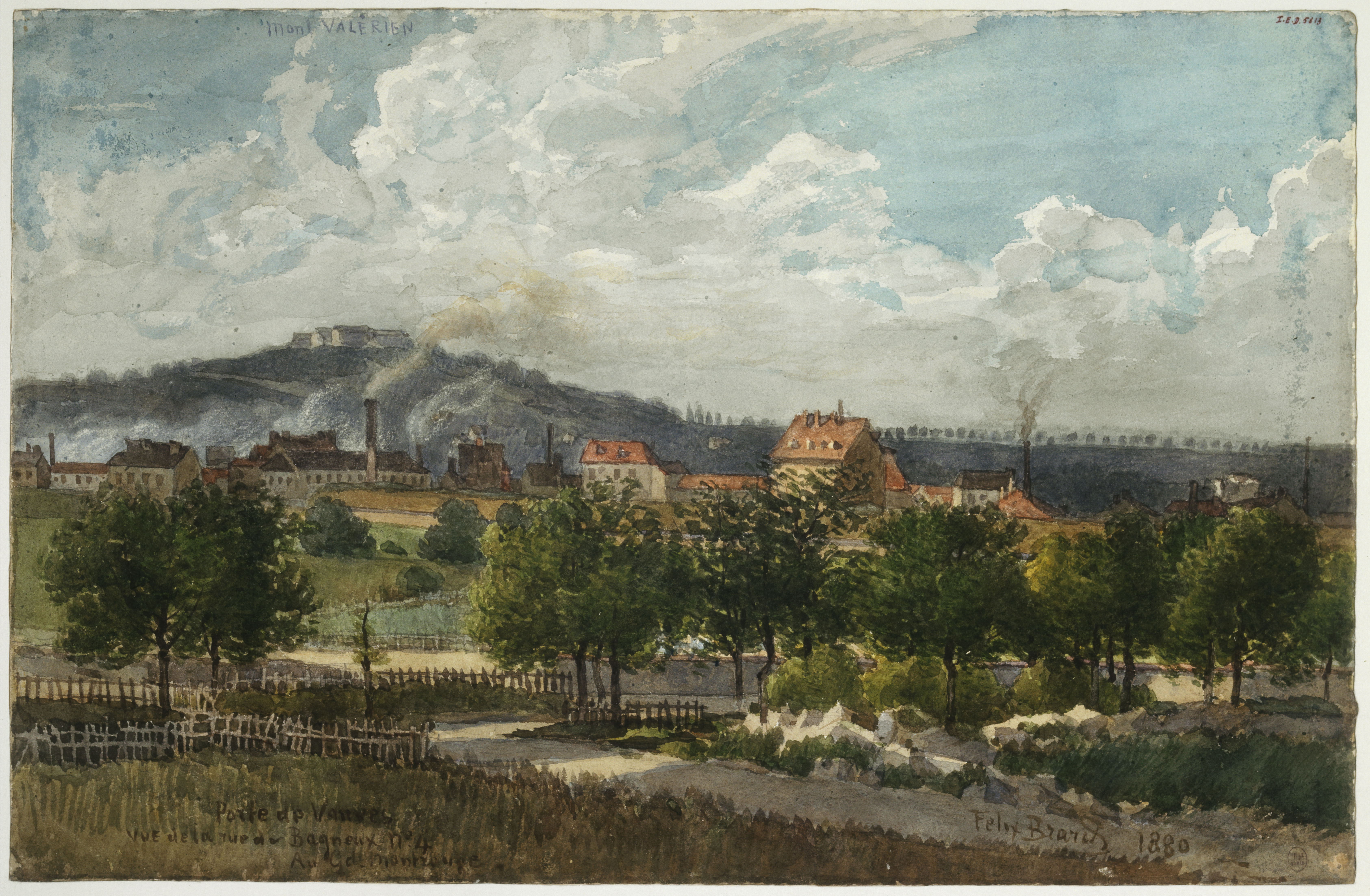
Vue de la porte de Vanves prise de la rue de Bagneux au Grand-Montrouge, en 1880.
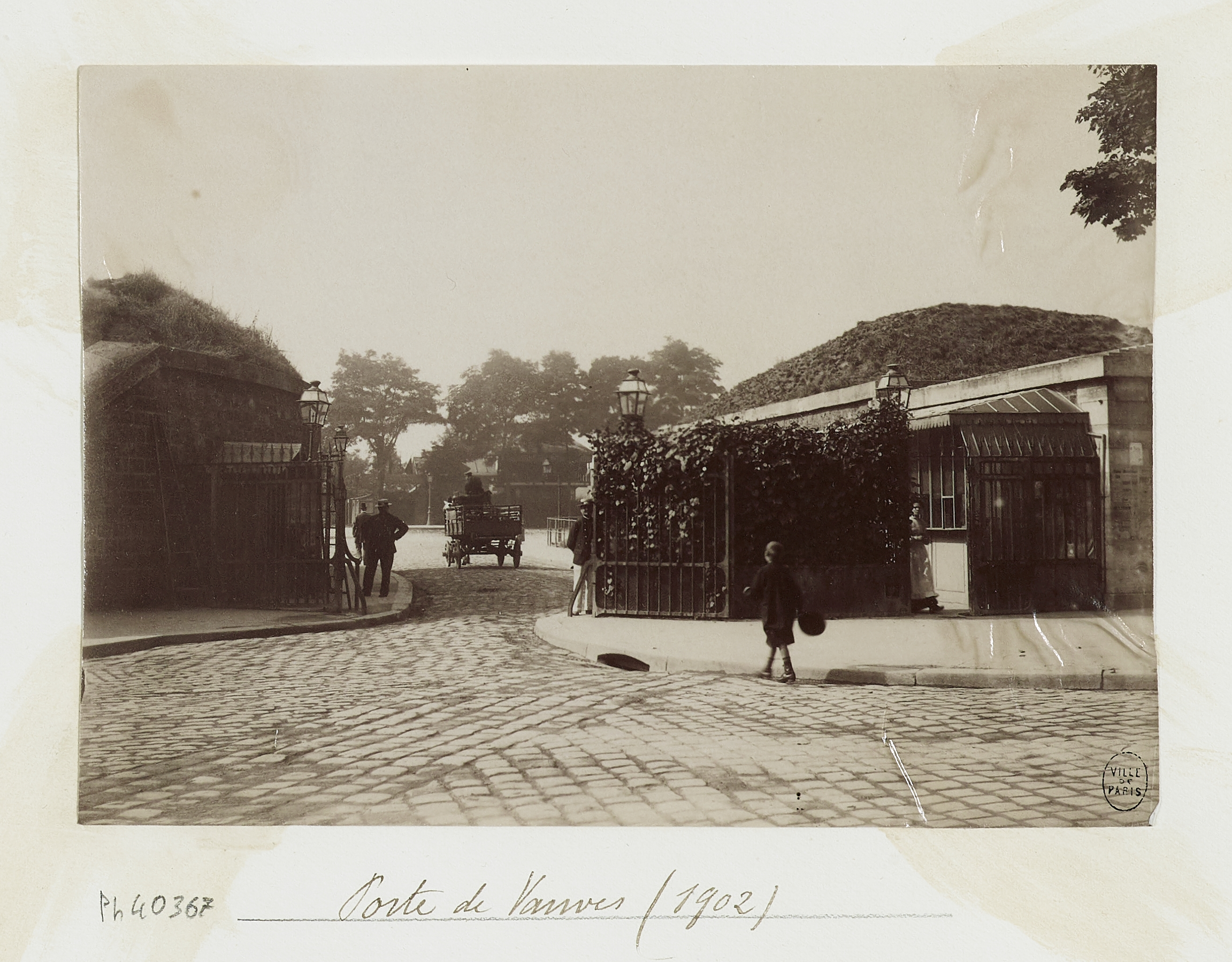
La porte de Vanves en 1902.
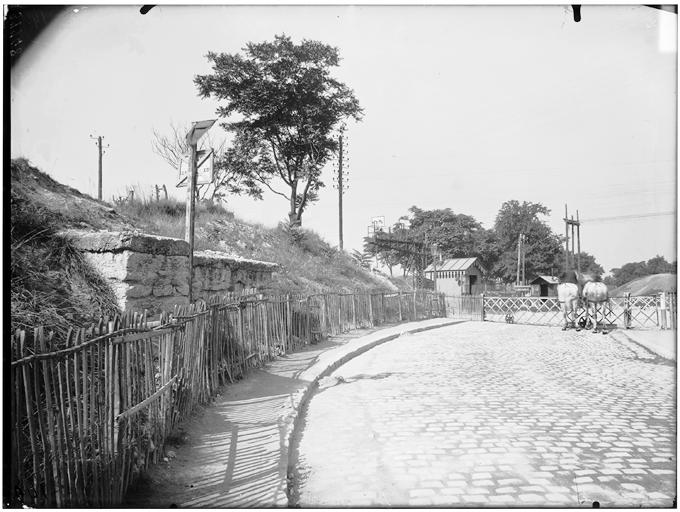
Fortifications de la porte de Vanves vers 1910-1913.
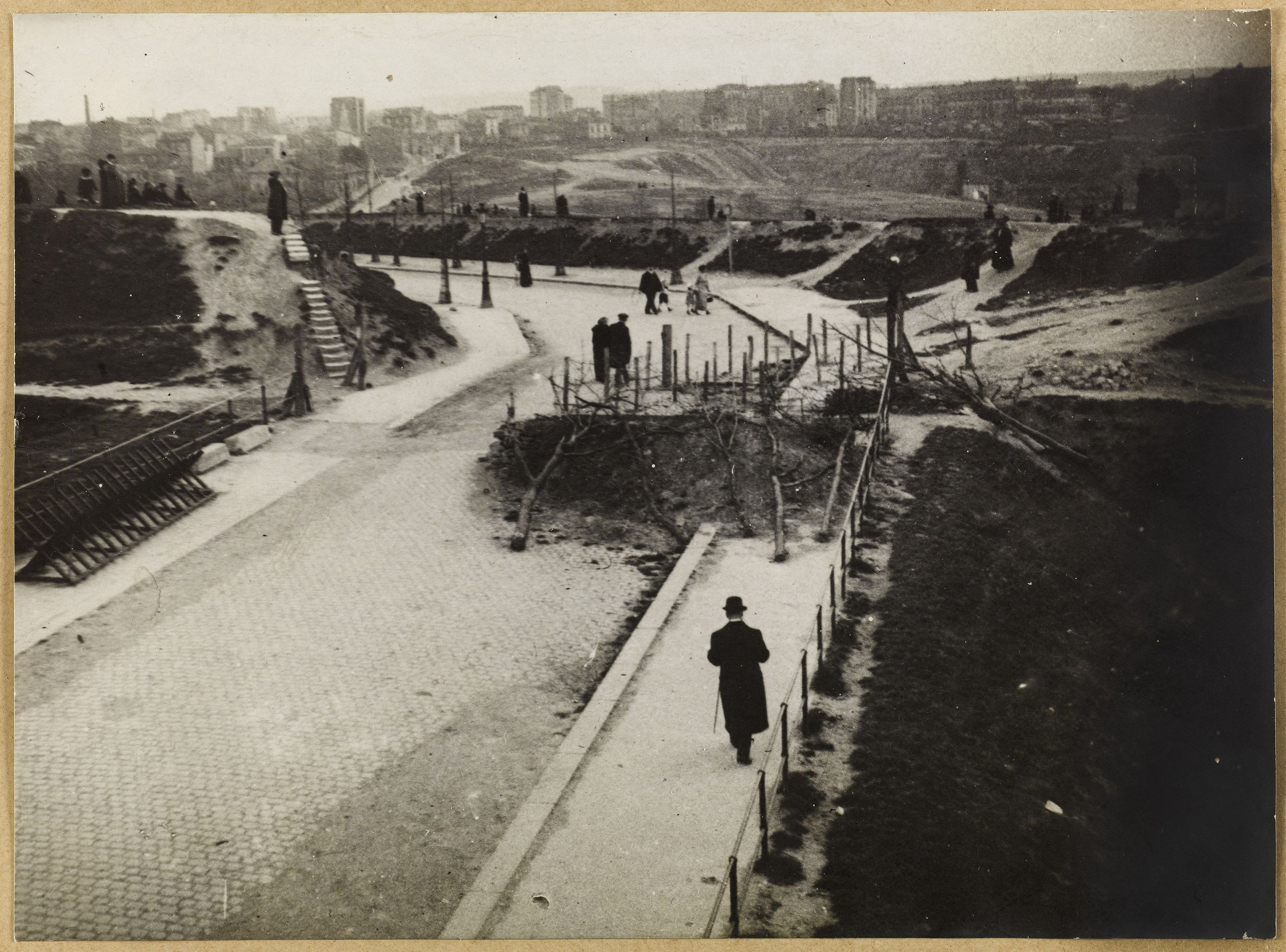
La porte de Vanves vue de l'extérieur de Paris en 1914.